# Onthophagus plebejus
Onthophagus plebejus là một loài bọ cánh cứng trong họ Bọ hung (Scarabaeidae).